# Državna cesta D54
Die Državna cesta D54 (kroatisch für ,Nationalstraße D54‘) ist eine Nationalstraße in Kroatien. Die kurze Straße zweigt unmittelbar vor der Maslenica-Brücke von der Državna cesta D8 (Jadranska Magistrala) nach Osten ab und trifft nach einer Strecke von 13,5 km in Zaton Obrovački nördlich von Obrovac auf die Državna cesta D27, an der sie endet. Sie bietet damit eine Alternativroute zu der windgefährdeten Querung des Maslenica-Kanals sowohl auf der Autobahn Autocesta A1 als auch auf der D8.